# Еліас Андерссон
Еліас Андерссон (швед. Elias Andersson, нар. 31 січня 1996, Гесслегольм, Швеція) — шведський футболіст, центральний півзахисник польського клубу «Лех».

## Ігрова кар'єра

### Клубна
Еліас Андерссон народився у містечку Гесслегольм і є вихованцем клубу «Гельсінгборг», у складі якого дебютував в Аллсвенскан у квітні 2013 року і тим самим став наймолодшим гравцем ліги в історії клубу.
У 2015 році Андерссон відправився в оренду до клубу «Варбергс». А вже наступного сезону футболіст підписав з клубом повноцінний контракт. За три роки Андерссон перейшов до команди Аллсвенскан «Сіріус» (Уппсала), де за чотири сезони відіграв понад п'ятидесяти матчів.
З сезону 2021 року Андерссон гравець столичного клубу «Юргорден».

### Збірна
У вересні 2013 року Еліас Андерсон бів капітаном юнацької збірної Швеції для гравців віком до 17-ти років, яка посіла третє місце на Юнацькому чемпіонаті світу, що проходив у Об'єднаних Арабських Еміратах.

## Досягнення
Швеція (U-17)
- Бронзовий призер Юнацького чемпіонату світу: 2013